# Thalía (álbum de 1990)
Thalía é o álbum de estreia da cantora mexicana Thalía, lançado no México em 10 de outubro de 1990 pela gravadora Melody, e produzido por Alfredo Díaz  Ordaz. Marca a entrada da cantora como artista solo na indústria fonográfica e contém gêneros musicais diversos, tais como: rock, pop, synthpop e baladas. 
Os singles "Un Pacto ÷ los 2" e "Saliva" foram altamente controversos devido aos seus temas sugestivos, mas mesmo assim bem-sucedidos nas paradas de sucessos, e são hoje considerados clássicos do catálogo da cantora, juntamente com os singles, "Amarillo Azul" e "Pienso En Tí".
Para celebrar o 25º aniversário de Thalía como artista solo, desde dezembro de 2014, ficou disponível em diversas plataformas digitais, para download e para streaming.

## Antecedentes e produção
Em 1986, Thalía ingressou no grupo musical Timbiriche, como substituta de Sasha Sokol, uma das integrantes mais populares do grupo e de quem Thalía era fã. Com a banda, Thalía lançou dois discos: Timbiriche VII e o disco duplo Timbiriche VIII y IX ambos com mais de um milhão de cópias vendidas, o que os tornam os discos mais vendidos do grupo.
Em busca de maior liberdade artística a cantora saiu do grupo em 1989, e anunciou que seguiria em carreira solo. Em janeiro de 1990, a cantora viajou aos Estados Unidos para se preparar musicalmente. Na Universidade da Califórnia, Los Angeles (UCLA), teve aulas de Inglês, dança, canto e atuação, além de ter aprendido a tocar baixo e saxofone com o compositor americano Dave Boruff. Na metade do mesmo ano, voltou ao México com uma nova imagem e lançou Thalía, no dia 10 de outubro.
A produção é de Alfredo Díaz, que era responsável pelo departamento de música da Televisa. A cantora queria reviver o movimento Flower Power e "romper com tudo o que era tradicional". Thalía inclui dez composições da própria artista, do produtor Alfredo Dias Ordaz, Áureo Barqueiro, entre outros, e explora estilos Pop Rock em canções como "Un Pacto Entre los Dos", "Amarillo Azul", "Libertad de Expresión" e "Talismán", além de baladas românticas como "Pienso En Tí" e "El Poder De Tu Amor".
O lançamento ocorreu nos formatos LP, Cassete e CD e foi objeto de muita controvérsia, devido as letras provocantes de algumas canções e por sua imagem sensual e vanguardista; a canção "Saliva" foi censurada em várias estações de rádio e "Un Pacto Entre los Dos" foi tachada de "sadomasoquista"

## Singles
- Un Pacto Entre Los Dos: single de estreia da carreira solo de Thalía e para divulgar a música foi feito um videoclipe que retrata Thalía em um aeroporto e também em uma selva, onde é perseguida por alguns homens com lanças, arcos e flechas. Foi incluído no box de Thalía La Historia lançado pela Universal Music, em 2010, que inclui os três primeiros álbuns da cantora e um DVD com seus videoclipes da era Melody.[12] Um ano após o lançamento da música, a artista a cantou no programa VIP Noche na Espanha.[13] A música foi chamada de sadomasoquista e Thalía recebeu muitas críticas, com muitas pessoas chamando a música de vulgar,[14] as pessoas também a criticaram pelas roupas sensuais e provocantes que ela usava nas apresentações de televisão. A canção foi proibida de ser tocada em várias estações de rádio mexicanas, mas, apesar disso, alcançou a posição #16 na parada Notitas Musicales.[15][16]
- Saliva: segundo single, foi lançado em novembro de 1990. A canção causou muita polêmica por suas letras sedutoras e foi até mesmo proibida em algumas estações de rádio e televisão no México.[17][18] Para promover a música, um videoclipe (com a participação de Ricky Luis) foi filmado com temática chinesa e lançado ainda em 1990.[19] Foi incluído no boxset de Thalía La Historia.[12] Apesar de a música ter sido proibida em estações de rádio no México, ela ainda conseguiu ser um sucesso na Espanha, bem como em alguns países da América Latina.[20] A canção teve sucesso na Espanha graças a Thalía se tornar a nova apresentadora musical de La Gala VIP Noche da rede de televisão espanhola Telecinco, o compacto com a música vendeu 100 mil cópias no país.[21][22][23]
- Pienso En Tí: o terceiro single, foi lançada nas rádios mexicanas em dezembro de 1990, e foi escrita pelo compositor Áureo Baqueiro.[24] Ao contrário dos dois singles lançados anteriormente, a música "Pienso En Tí" não teve um videoclipe oficial, embora a cantora tenha se apresentado em vários programas de TV. Em 1993, quando ela lançou Love, foi feito um especial de TV intitulado Love Thalía y Otras Fantasías, para este novo especial de TV uma performance ao vivo de "Pienso En Tí" foi gravada em San Ángel, junto com outras canções dos dois primeiros álbuns da cantora.[25] A canção foi o maior sucesso do disco, alcançando a posição #5 na Cidade do México e #4 em San Salvador, nas paradas do jornal El Siglo de Torreón.[26][27] Ele também alcançou a posição #11 nas paradas da revista semanal Notitas Musicales, que cobria todas as estações de rádio no país de origem da cantora.[28]
- Amarillo Azul: o quarto single, a música foi escrita por Luis Cabaña e Pablo Pinilla e foi lançada no ano de 1991.[29] Obteve menos críticas do que suas músicas predecessoras e como Pienso En Tí nenhum videoclipe oficial foi lançado, mas uma performance ao vivo foi feita para o especial Love y Otras Fantasias, de 1993.[30]

## Recepção comercial
Apesar da controvérsia dos dois primeiros singles, tornou-se um sucesso, ganhando dois discos de ouro no México, no ano de seu lançamento, por mais de 200 mil cópias vendidas.

## Lista de faixas
- Fonte: [33]

| N.º | Título                               | Compositor(es)             | Duração |  |
| 1.  | "El Baile de los Perros y los Gatos" | Alfredo Díaz Ordaz         | 5:33    |  |
| 2.  | "Libertad de Expresión"              | Aureo Baqueiro             | 4:28    |  |
| 3.  | "Amarillo Azul"                      | Luis Cabaña, Pablo Pinilla | 3:46    |  |
| 4.  | "Aeróbico"                           | Luna Fría                  | 3:26    |  |
| 5.  | "Pienso en Tí"                       | Aureo Baqueiro             | 4:49    |  |
| 6.  | "Saliva"                             | Thalía, Alfredo Díaz Ordaz | 3:12    |  |
| 7.  | "Un Pacto ÷ los 2"                   | Thalía, Alfredo Díaz Ordaz | 3:23    |  |
| 8.  | "Thali'sman (Talismán)"              | Alfredo Díaz Ordaz         | 5:06    |  |
| 9.  | "El Poder De Tu Amor"                | Alfredo Díaz Ordaz         | 5:09    |  |
| 10. | "La Tierra de Nunca Jamás"           | Alfredo Díaz Ordaz         | 5:30    |  |

## Certificação e vendas
| Região | Providor | Certificação | Vendas   |
| ------ | -------- | ------------ | -------- |
| México | AMPROFON | 2× Ouro      | 200,000+ |